# Янссенс, Иероним
Иероним Янссенс по прозванию «Танцор» (нидерл. Hieronymus Janssens, Jeroom Janssens, «Den danser»; 1624, Антверпен — 1693, Антверпен) — южнонидерландский (фламандский) живописец, рисовальщик, гравёр, художник бытового жанра, известный композициями, изображающими элегантные компании, занимающиеся танцами, музыкой. Он также писал архитектурные сцены реальных и воображаемых дворцов, церквей, храмов и «галерей редкостей».

## Биография
Иероним Янссенс в 1636—1637 годах был учеником Кристофелa Якобса ван дер Ламена. В 1643—1644 годах зарегистрирован мастером Гильдии Святого Луки в Антверпене.
В 1650 году женился на Катарине ван Дорен. В 1651—1652 годах он взял четырёх учеников, включая Якоба Лафосса.

## Творчество
Картины Янссенса как правило подписаны и датированы, причём даты варьируются от 1646 до 1661 года. Как и его учитель ван дер Ламен, он специализировался на танцевальных сценах, действие которых происходит внутри дома либо на открытой террасе. От этого художник и получил прозвание «Танцор». Картины Янссенса с изображениями элегантных компаний и балов способствовали развитию жанра «бесед» в нидерландской живописи. Одна из подобных картин Иеронима Янссенса изображает короля Англии Карла II, танцующего со своей сестрой Марией Оранской на балу в Гааге.
Янссенс также написал множество картин с изображением архитектуры: воображаемыми дворцами, храмами и художественными галереями. При этом он опирался на существующие здания, в том числе дом Рубенса в Антверпене, а также на гравюры Ганса Вредемана де Вриса с необычными перспективными эффектами. Играя с такими элементами, как колонны, пилястры, лоджии, оконные проёмы и порталы, он создавал воображаемые монументальные конструкции. Их перспективные ракурсы, а также использование светотени обеспечивали драматический эффект.
Он часто писал в сотрудничестве с другими художниками, такими как Дирк ван Делен, Вильгельм Шуберт ван Эренберг и Якобус Фердинандус Сай.
Янссенс внёс свой вклад в жанр «галерейной живописи». Жанр «галерейных картин» зародился в Антверпене, где Франс Франкен Младший, Франкен, Иероним Второй, Ян Брейгель Старший были первыми художниками, создавшими в 1620-х годах картины с изображениями произведений искусства и редких коллекций. Такие картины изображают большие комнаты, в которых в элегантной обстановке выставлено множество картин и других драгоценных предметов.
Произведения Янссенса оказали влияние на более поздних фламандских художников-жанристов, таких как Ян Йозеф Хореманс Младший, чья картина «Представление новорожденного» (текущее местонахождение неизвестно) во многом заимствована из «Бала Янссена на террасе дворца» (Дворец изящных искусств в Лилле).

## Галерея

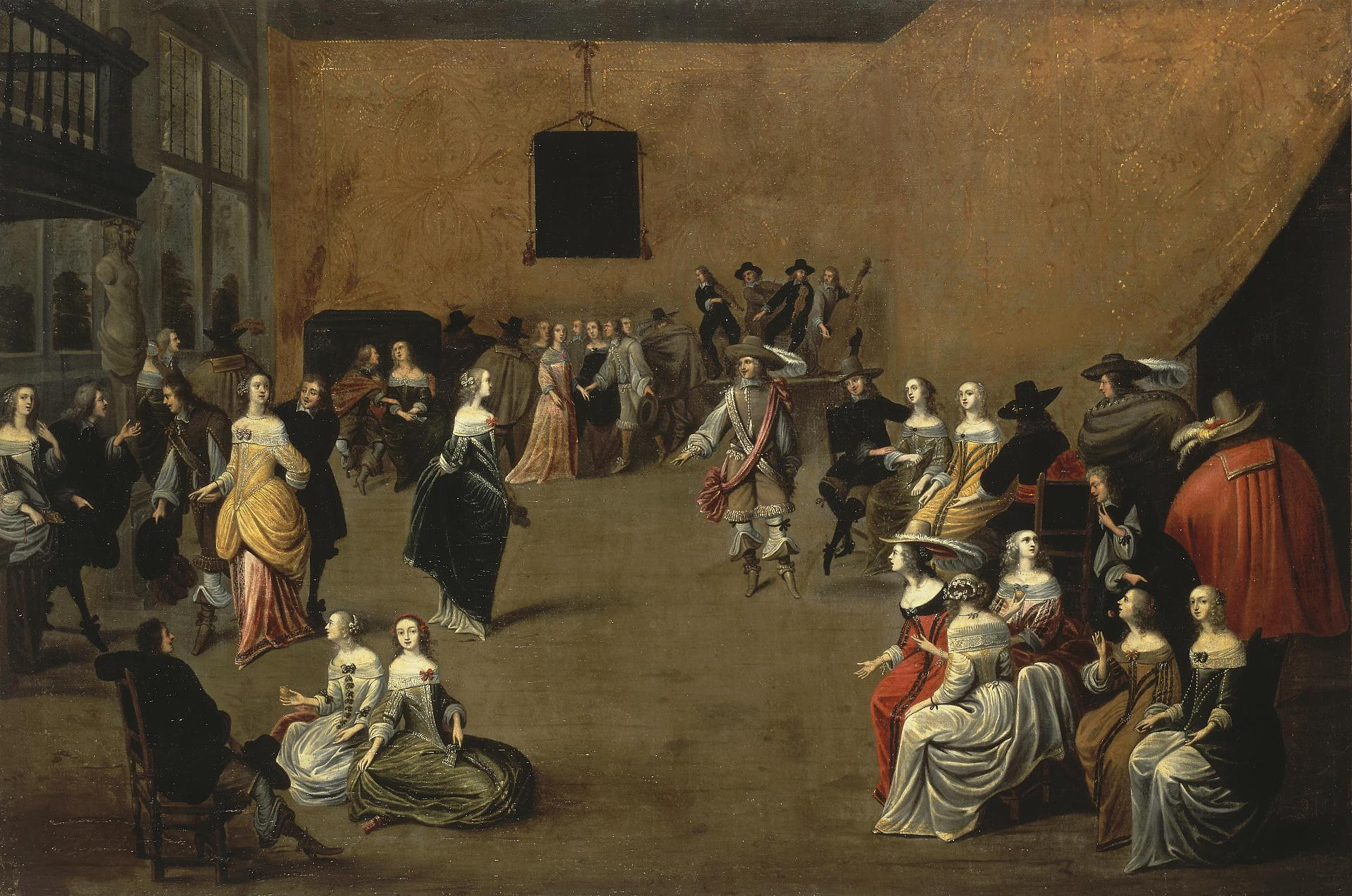
Бал. 1650-е. Холст, масло. Государственный Эрмитаж, Санкт-Петербург
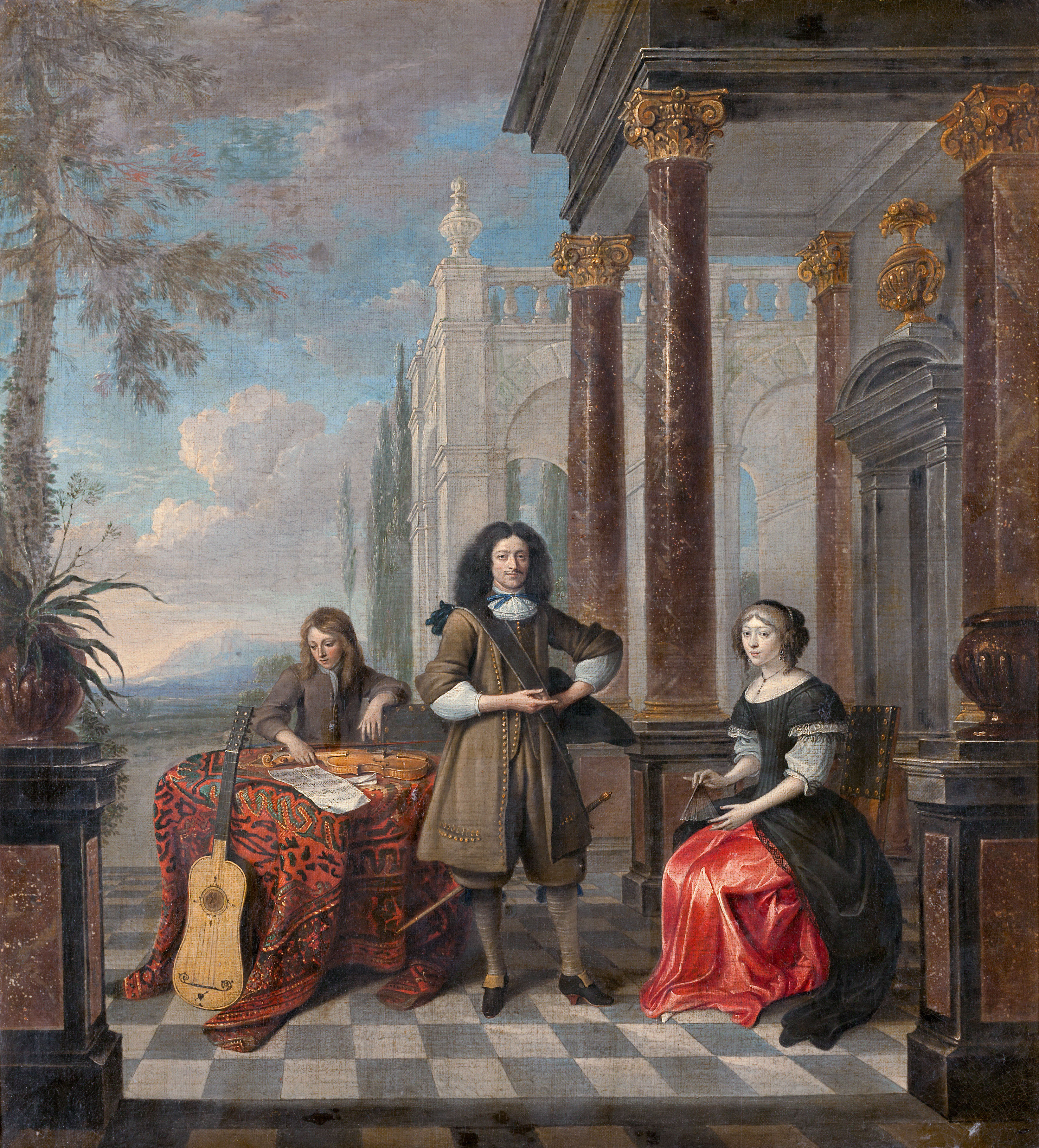
Семейный портрет. Ок. 1600. Холст, масло. Халльвюльский музей, Стокгольм
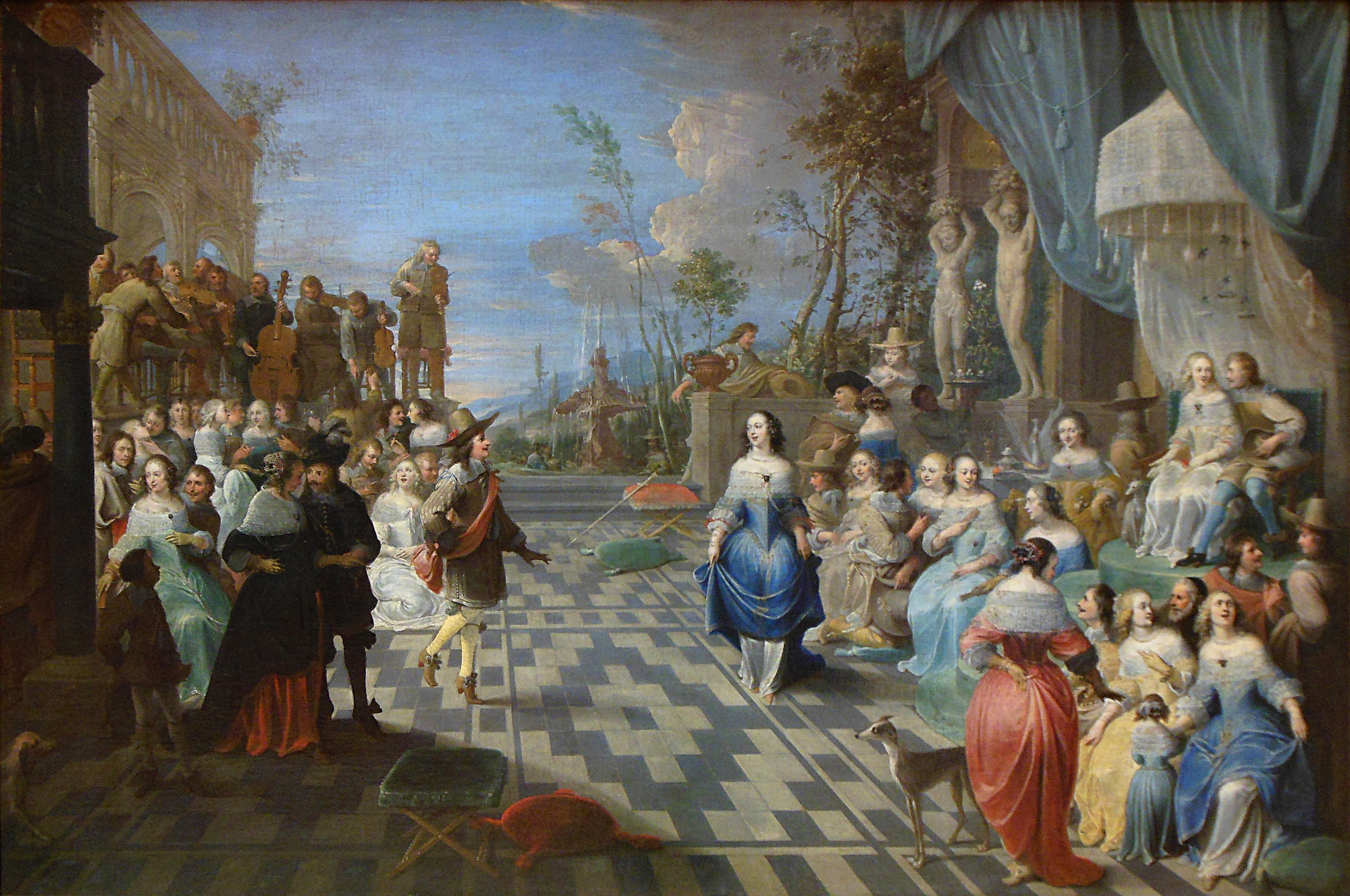
Бал на террасе дворца (Бал при дворе Иоанна Австрийского). 1658. Холст, масло. Дворец изящных искусств, Лилль
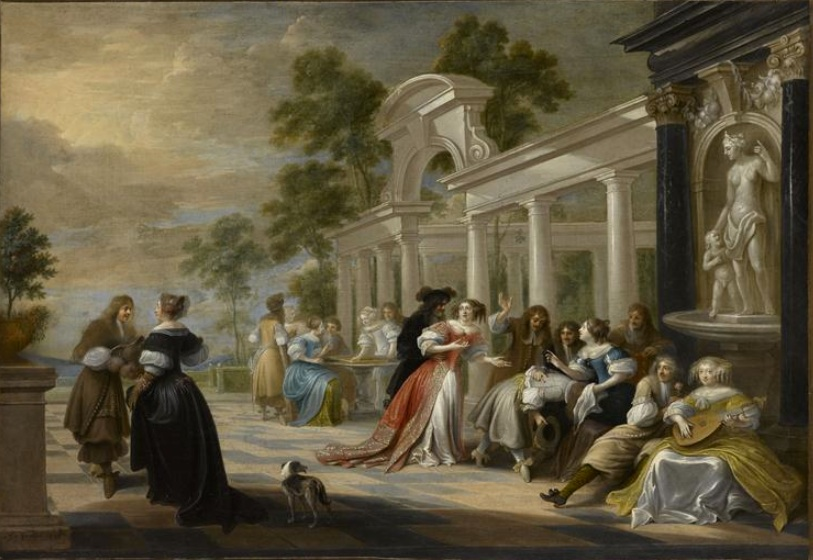
Игра «Main chaude». Между 1639 и 1693. Холст, масло. Лувр, Париж
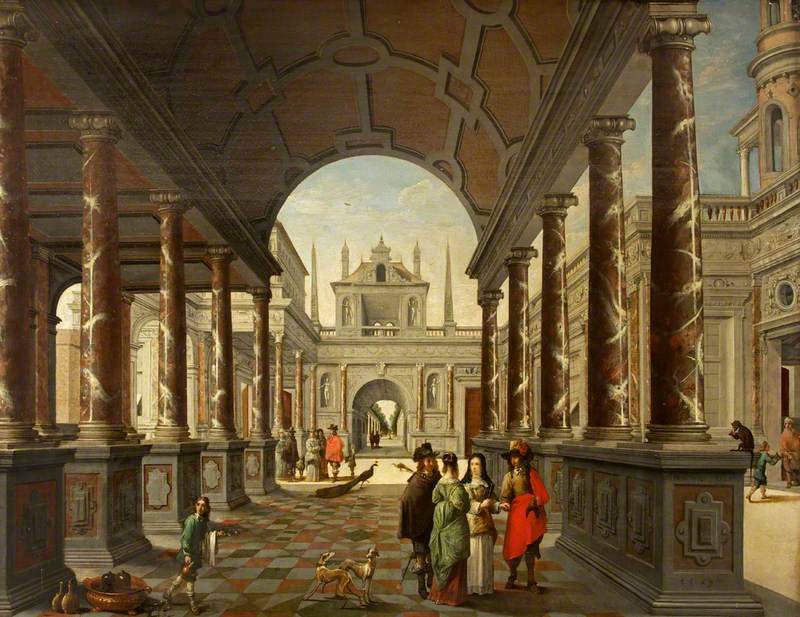
Перспективная фантазия дворца с элегантными фигурами. Между 1650 и 1671. Холст, масло. Национальный фонд, Великобритания
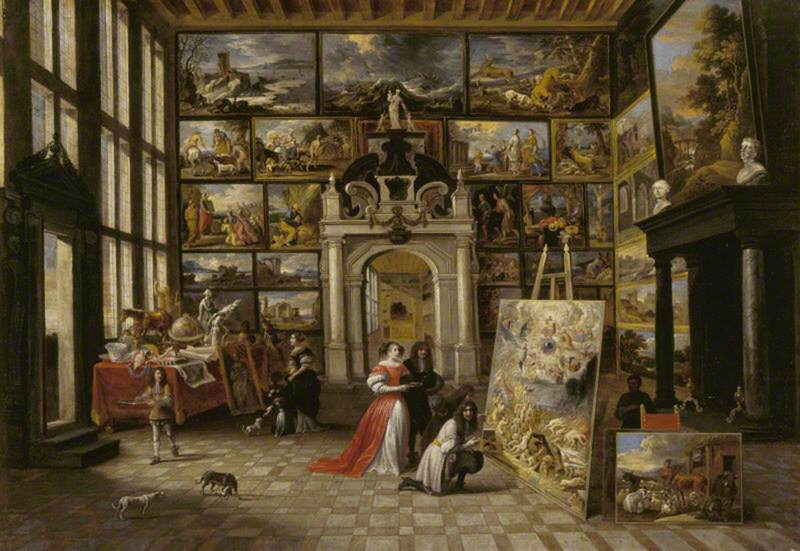
Картинная галерея с модными посетителями. Между 1660 и 1669. Холст, масло. Национальный фонд, Великобритания
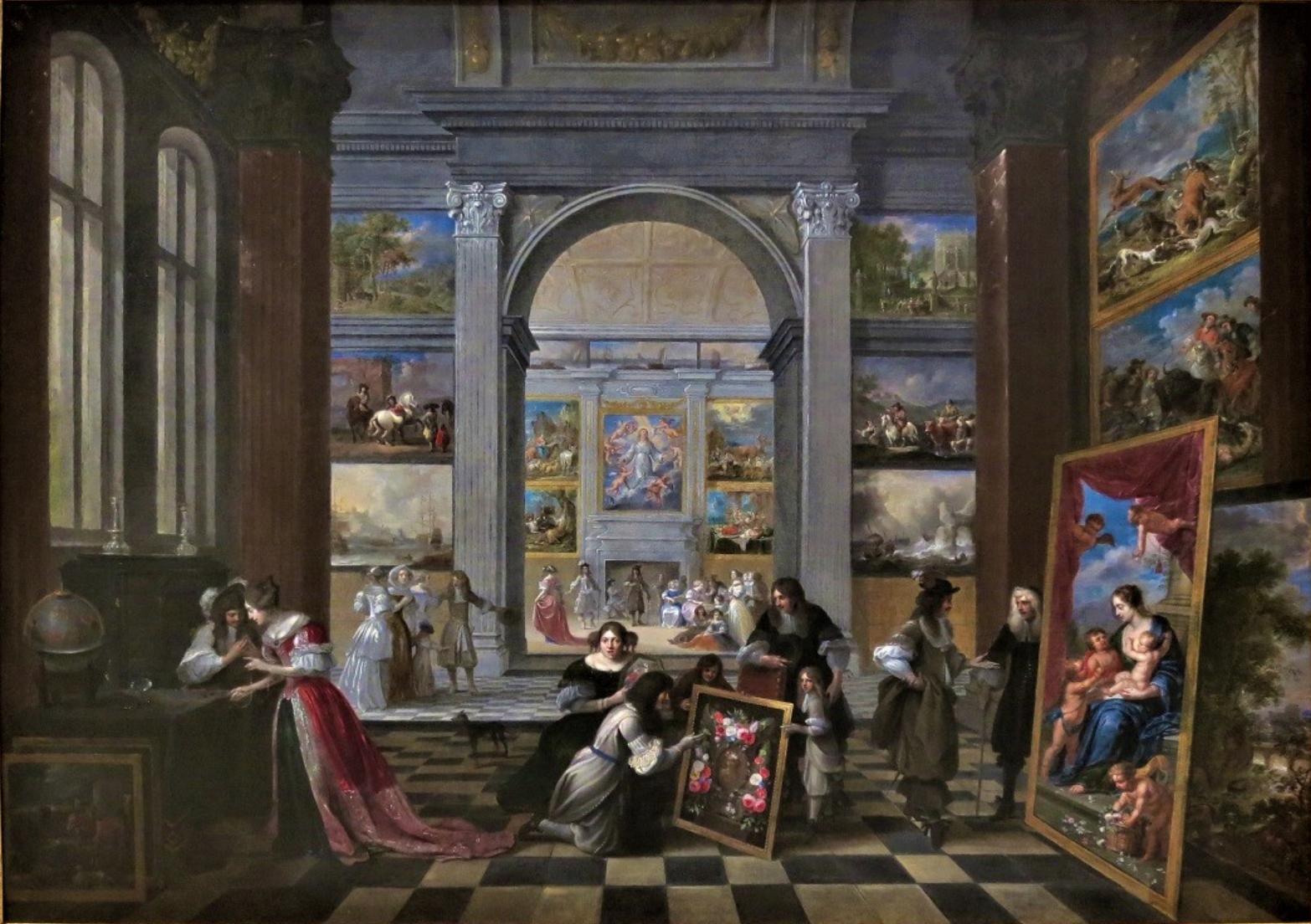
В. Шуберт ван Эренберг, Г. Де Витте, И. Янссенс. Интерьер коллекционера с множеством посетителей. Между 1639 и 1693. Холст, масло. Музей Жироде, Монтаржи